# Hombre azul
Hombre Azul es el primer disco de la agrupación El Parque. Grabado entre agosto y octubre de 1994 y presentado en el Bar Nikos en San José, capital de Costa Rica, el 11 de febrero de 1995. Fue un disco muy relevante, ya que durante el inicio de la década de los 90, en la escena del  rock nacional la mayoría de los grupos se dedicaba a tocar covers de artistas de la época, mientras que un pequeño porcentaje se inclinaba a creaciones originales.

### Inicios
El Parque se originó en 1993. Durante ese y el siguiente año grabaron algunios sencillos, hicieron varias giras y tocaron en el concurso Yamaha Music Quest en el Teatro Melico Salazar. Con la consolidación del grupo se decidió grabar un disco compacto.

#### Lanzamiento

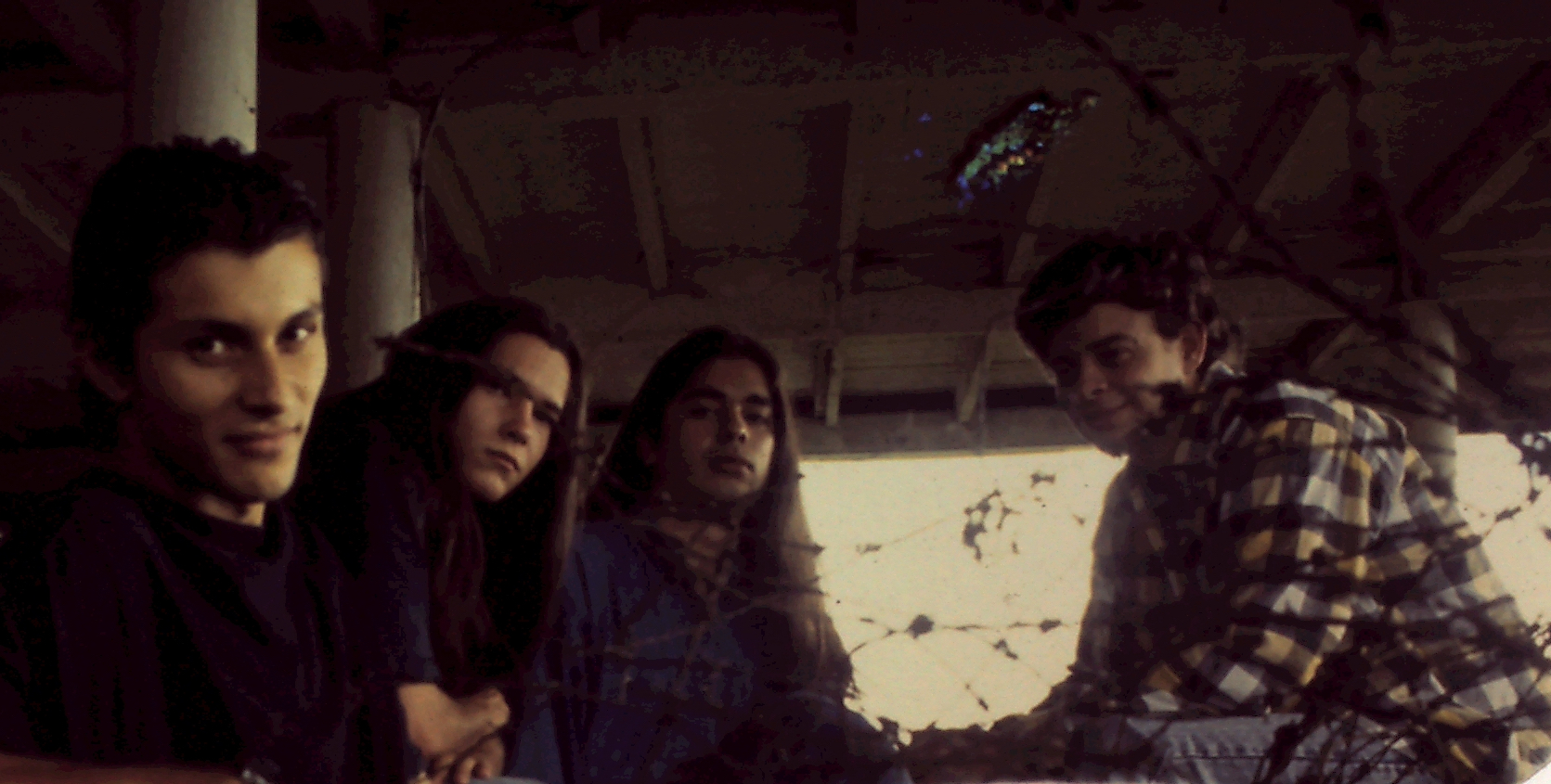
El Parque. Sesión de fotos para el Hombre Azul. 1994

Hombre Azul fue lanzado el 11 de febrero de 1995. Como sencillo para Costa Rica se lanzó el tema "Déjalo ir", que llegó a la posición número 10 en Radio Uno. Para Panamá se lanzó el tema "Laura", el cual logró llegar a la primera posición en Radio 10. Su primer concierto en el extranjero fue en Ciudad de Panamá junto a Los Rabanes.

##### Giras y conciertos

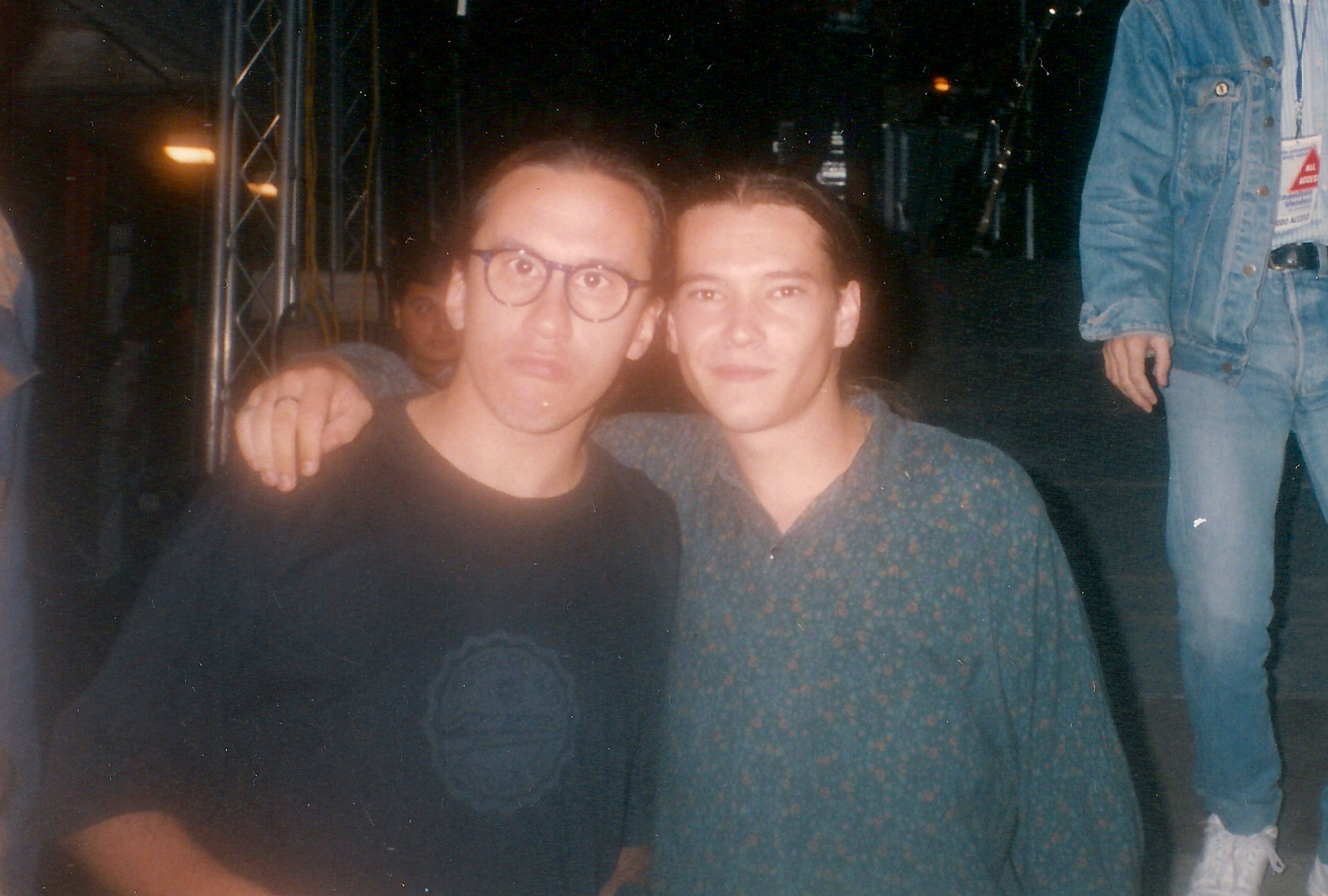
Presentación junto al grupo argentino Enanitos Verdes en 1995. Fico con Marciano Cantero.

A lo largo de 1995 El Parque llevó a cabo varias giras por Costa Rica. Además fue telonero de los guatemaltecos de Alux Nahual y de los argentinos Enanitos Verdes.

## Lista de canciones
1. "Grietas"
2. "La clave de tu olvido"
3. "Tres"
4. "Hombre azul"
5. "Déjalo ir"
6. "Fuego"
7. "Vivir o morir"
8. "Laura"
9. "¿Quiénes vendrán, quiénes se irán?"
10. "Criaturas"
11. "Nada"
12. "El parque"

- Distribuido por – Distribuidora Urbana S.A. (Disturbio)
- Fabricado por – Americ Disc
- Grabado en – Estudios A lo Gil
- Mezclado en – Estudios A lo Gil
- Bajo – Bernardo Trejos
- Voz – Paul Jiménez
- Batería – Federico Dörries
- Guitarra – Inti Picado
- Diseño – Gonzalo Trejos
- Fotografía – Isabel Martínez
- Producido por – El Parque
- Grabación– Ricardo Nieto

Grabado y mezclado entre agosto y octubre de 1994.